# Manuel Rodrigues (pilote automobile)
Pour les articles homonymes, voir Manuel Rodrigues.
Pas d'image ? Cliquez ici
Manuel Rodrigues, né le 22 octobre 1962 à Lisbonne, est un pilote automobile français. Il compte notamment cinq participations aux 24 Heures du Mans.

## Biographie
Sa carrière de pilote commence en 2005, dans le championnat de France FFSA GT où il pilote Porsche 911 GT3 Cup (996) de l’écurie Hexis Racing.
En 2008, avec la même écurie, il prend part à douze manche du championnat allemand ADAC GT Masters,. Son meilleur résultat est une 5e place, obtenue au Sachsenring.

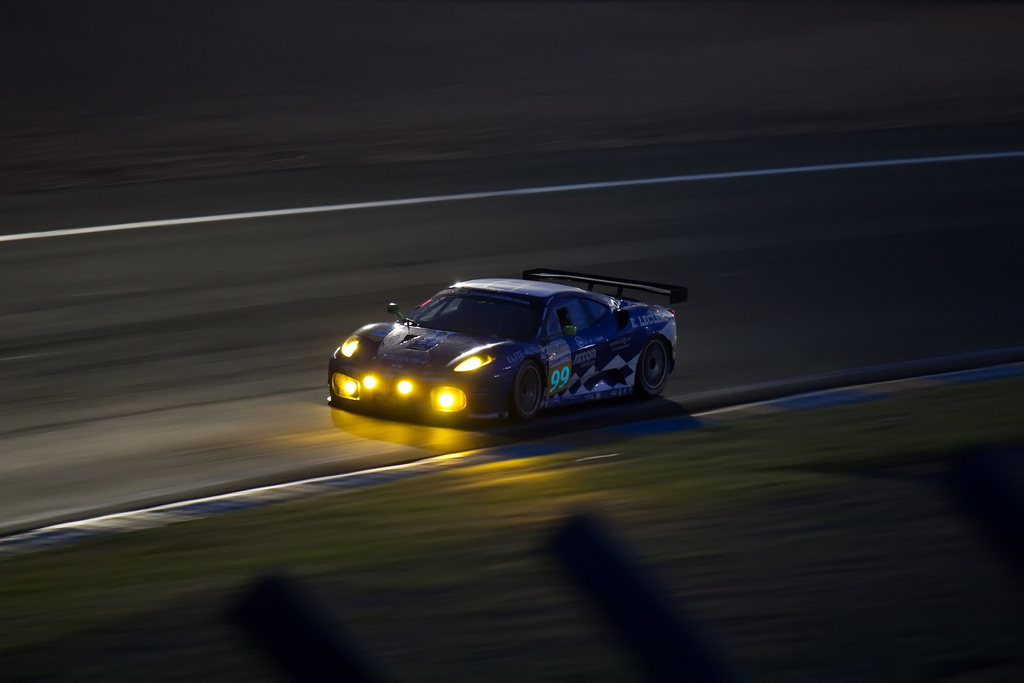
La Ferrari F430 GTC de Manuel Rodrigues lors des 24 Heures du Mans 2009.

En 2009, il remporte l'unique course de sa carrière de pilote en championnat d'Europe FIA GT3 à bord de l'Aston Martin DBRS9 en compagnie du Français Frédéric Makowiecki. En juin, peu avant sa première participation aux 24 Heures du Mans, il est second du championnat. Lors des 24 Heures du Mans, il pilote la Ferrari F430 GTC de JMB Racing, en compagnie de Christophe Bouchut et Yvan Lebon. Il termine 29e au classement général,,.
En 2010, il participe à nouveau aux 24 Heures du Mans. Il pilote l'une des deux Audi R10 TDI (voitures gagnante de l'épreuve de 2006 à 2008) de l’écurie Kolles. Il abandonne sur sortie de piste,,.
En 2011, il prend part aux 24 Heures du Mans pour la troisième fois consécutive. Il termine 4e de la catégorie LM GTE Am,,,.
En 2014, il s'apprête à participer aux 12 Heures d'Abou Dabi sur une Porsche 911 GT3 Cup (997) de l'écurie Larbre Competition.